# Dirgahayu
Dirgahayu is een bestuurslaag in het regentschap Tasikmalaya van de provincie West-Java, Indonesië. Dirgahayu telt 4256 inwoners (volkstelling 2010).